# جون ماكلوسكي (ملاكم)
جون ماكلوسكي (بالإنجليزية: John McCluskey)‏ (23 يناير 1944 – 17 يوليو 2015) هو ملاكم من المملكة المتحدة راحل، مثّل بلاده في الألعاب الأولمبية الصيفية 1964.

## روابط خارجية
جون ماكلوسكي على موقع بوكس ريك (الإنجليزية) (registration required)
- جون ماكلوسكي على موقع أوليمبيديا (الإنجليزية)
- جون ماكلوسكي على موقع اللجنة الأولمبية البريطانية (الإنجليزية)